# یوکاری‌اواجیک (حمام‌اوزو)
یوکاری‌اواجیک (به ترکی استانبولی: Yukarıovacık) یک منطقهٔ مسکونی در ترکیه است که در حمام‌اوزو واقع شده‌است.